# Vee-Jay Records
Vee-Jay Records é uma gravadora estadunidense fundada na década de 1950, localizada em Chicago e especializada em blues, jazz, rhythm and blues e rock and roll.
Ela foi fundada em 1953 pelo casal Vivian Carter e James C. Bracken, que usou suas iniciais como o nome da gravadora. O irmão de Vivian, Calvin Carter, era o encacrregado do setor de A&R da gravadora. Ewart Abner, que antes trabalhou na Chance Records, juntou-se à empresa em 1955, primeiro como gerente, depois como vice-presidente e, finalmente, como presidente. Uma das primeiras gravadoras cujos donos eram afro-americanos, a Vee-Jay, rapidamente, tornou-se uma grande gravadora de R&B, com a primeira canção gravada chegando ao Top 10 da tabela americana de R&B.

## Artistas notórios
Entres os principais artistas da gravadora na década de 1950 estavam os cantores de blues Jimmy Reed, Memphis Slim e John Lee Hooker, e os grupos de rhythm and blues The Spaniels, The Dells e The El Dorados. Na década de 1960, a empresa se tornou uma grande gravadora de música soul, com Jerry Butler, Gene Joey, Dee Clark e Betty Everett tendo singles de sucesso tanto nas tabelas de música pop quanto nas de R&B. A Vee-Jay também foi a primeira gravadora a lançar, nacionalmente, uma gravação do grupo The Pips (através da compra de uma fita master da pequena gravadora Huntom de Atlanta), que se tornou Gladys Knight and the Pips em 1962 quando o grupo foi para a Fury Records.
A Vee-Jay teve sucesso considerável com artistas de pop/rock and roll, como The Four Seasons (seu primeiro grupo não-negro) e os Beatles. A Vee-Jay adquiriu os direitos de algumas das primeiras gravações dos Beatles através de um acordo de licenciamento com a EMI, já que sua filial norte-americana, Capitol Records, não estava, a princípio, interessada no grupo. A atração principal na época era outro artista da EMI, Frank Ifield. Calvin Carter disse mais tarde, "havia um disco número um na Inglaterra na época — 'I Remember You', de Frank Ifield. Adquirimos o disco, e como extra, eles tinham um grupo e nos perguntaram se gostaríamos de levá-lo também. O grupo acabou por ser os Beatles: conseguimos um contrato de cinco anos com os Beatles como carona no contrato de Frank Ifield."
Em meados da década de 1960, a Vee-Jay assinou um contrato com o cantor infantil Jimmy Boyd, conhecido pelo hit "I Saw Mommy Kissing Santa Claus"; Boyd tinha, vinte e cinco anos de idade. A empresa se aventurou na música folk com Hoyt Axton e os New Wine Singers, e também conseguiu o cantor Little Richard , que re-gravou seus hits da época da Specialty Records e gravou "I Don't Know What You've Got (But It's Got Me)" (1965), um sucesso do R&B, com Jimi Hendrix, Don Covay, Bernard Purdie, Ronny Miller e Billy Preston (antes deste se tornar bem sucedido por conta própria).
A linha de jazz da Vee-Jay foi responsável por uma pequena parte dos lançamentos da empresa, mas gravou artistas como Wynton Kelly, Lee Morgan, Eddie Harris e Wayne Shorter. O A&R para a linha de jazz era Sid McCoy. A empresa também teve uma grande linha de música gospel, gravando artistas como The Staple Singers, The Argo Singers, Swan Silvertones, The Caravanas, Dorothy Love Coates and the Gospel Harmonettes e Maceo Woods.
A Vee-Jay lançou também LPs de comédia, com Dick Gregory, e Them Poems, a performance de Mason Williams, gravada com uma platéia em 1964.

## Sucesso
Os maiores sucessos da Vee-Jay ocorreram de 1962 a 1964, com a ascensão do grupo The Four Seasons e a distribuição do material inicial dos Beatles:"From Me to You" (tendo "Thank You Girl" como lado B), "Please Please Me" (tendo "From Me to You" como lado B), "Do You Want to Know a Secret" (tendo "Thank You Girl" como lado b), através da Vee-Jay; e "Love Me do" (tendo "P.S. I Love You" como lado B) e "Twist and Shout" (tendo "There's a Place" como lado B) através da Tollie Records, sua subsidiária), porque a Capitol Records inicialmente se recusou a lançar os discos dos Beatles.

Os lançamentos da Vee-Jay não obtiveram êxito num primeiro momento, mas rapidamente tornaram-se grandes sucessos depois que a Invasão Britânica decolou no início de 1964, vendendo cerca de 2,6 milhões de singles dos Beatles em um único mês. Problemas no fluxo de caixa causados pelo uso que Ewart Abner fez do dinheiro da empresa para cobrir dívidas pessoais de jogo levaram ao fim da companhia; a Vee-Jay foi forçada a interromper temporariamente as operações no segundo semestre de 1963, levando a disputas de direitos autorais com o grupo The Four Seasons e a EMI. Eventualmente, o grupo deixou a Vee-Jay pela Philips Records e a Capitol Records adquiriu os direitos americanos tanto para os Beatles e Frank Ifield.
Outras subsidiárias da Vee-Jay eram as gravadoras Interphon (que alcançaram o sucesso "Have I the Right?" de outro grupo Britânico, the Honeycombs), e Oldies 45 para relançamento, assim como a Tollie e a Abner Records, que foi um das primeiras subsidiárias, formada em 1958. A Vee-Jay também fez a distribuição da Champion Records, de Ted Jarrett, da Fame Records, de Rick Hall, e, por um tempo, da Goldwax Records e, finalmente, da Ace Registros, de Johnny Vincent.
A Vee-Jay mudou-se de volta para Chicago, em 1965, depois de um ano em Los Angeles. Embargos foram colocados nos ativos da gravadora que ainda estavam em Los Angeles, depois de uma ação jurídica pela Pye Records devido ao não-pagamento de royalties.

## Como Vee-Jay Internacional
Vee-Jay Records entrou com um pedido de falência em agosto de 1966. Os ativos foram posteriormente comprados pelos executivos Betty Chiappetta e Randy Wood (que não era o mesmo fundador da Dot Records), que mudaram seu nome para Vee-Jay Internacional. De 1967 a 1972, a gravadora se limitou à venda de alguns itens de seu inventário do período de falência, ao arrendamento ou licenciamento de fitas master à Buddah Records, que lançou a série "Primeira Geração", e à Trampolim Internacional, que lançou dezenas de álbuns com material da Vee Jay em sua filial, Upfront. Na década de 1970, a Vee Jay Internacional re-lançou diversos títulos em LPs.
Em 1978, a Vee Jay lançou um catálogo de bodas de Prata para comemorar o 25.º aniversário da gravadora.

## Tempos atuais
Desde 2000, a Collectables Records tem remasterizado e relançado álbuns da Vee-Jay em CD. Uma compilação contendo um box set chamado Best of Vee Jay e CDs individuais intitulados Best of the Vee-Jay Years foi lançada pela Shout! Factory.
Em julho de 2014, seu catálogo foi adquirida pelo Concord Music Group. A venda foi promovida pela produtor cinematográfico Scott McLain.